# ارمنی‌جان
ارمنی‌جان، روستایی از توابع بخش دینور شهرستان صحنه در استان کرمانشاه ایران است.

## جمعیت روستا
این روستا در دهستان دینور قرار دارد و براساس سرشماری مرکز آمار ایران در سال ۱۳۸۵، جمعیت آن ۷۱۳ نفر (۱۷۱خانوار) بوده‌است.